# Ilja Klimkin

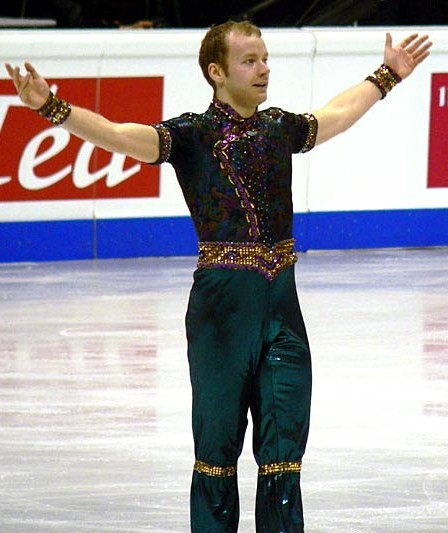
Ilja Klimkin

Ilja Sergejevitsj Klimkin (Russisch: Илья Сергеевич Климкин) (Moskou, 15 augustus 1980) is een Russisch kunstschaatser.
Klimkin is actief als individuele kunstschaatser en wordt gecoacht door Viktor Koedjiavtsev. 
| records             | punten | datum      | toernooi |
| ------------------- | ------ | ---------- | -------- |
| Hoogste totaalscore | 197.42 | 21-01-2006 | EK 2006  |
| Hoogste korte kür   | 64.10  | 20-01-2006 | EK 2006  |
| Hoogste lange kür   | 133.32 | 21-01-2006 | EK 2006  |

## Belangrijke resultaten
| Kampioenschap           | 1998 | 1999 | 2000 | 2001 | 2002  | 2003   | 2004   | 2005 | 2006   | 2007 |
| ----------------------- | ---- | ---- | ---- | ---- | ----- | ------ | ------ | ---- | ------ | ---- |
| Olympische Spelen       |      |      |      |      |       |        |        |      | 11e    |      |
| Wereldkampioenschap     |      |      |      |      |       | 9e     | tzt    |      | 10e    |      |
| Europees Kampioenschap  |      |      |      |      | 6e    | 4e     | Brons  |      | 5e     |      |
| Nationaal Kampioenschap |      | 10e  | 5e   | 4e   | Brons | Zilver | Zilver |      | Zilver | 4e   |
| WK junioren             | 4e   | Goud | 4e   |      |       |        |        |      |        |      |